# 福岡県道413号千手稲築線
福岡県道413号千手稲築線（ふくおかけんどう413ごう せんずいなつきせん）は、福岡県嘉麻市を通る一般県道である。

## 概要
嘉麻市の中心部千手から岩崎間を結ぶ。

### 路線データ
- 起点：福岡県嘉麻市千手（国道322号交点）
- 終点：福岡県嘉麻市岩崎（国道211号交点）

## 路線状況

### 重複区間
- 福岡県道90号穂波嘉穂線（嘉麻市上臼井・碓井郵便局交差点 - 嘉麻市飯田・飯田交差点）

## 地理

### 通過する自治体
- 嘉麻市

### 交差する道路
| 交差する道路                        | 交差する場所 | 交差する場所     |
| ----------------------------------- | ------------ | ---------------- |
| 国道322号                           | 千手         | 起点             |
| 福岡県道439号才田筑前内野停車場線   | 才田         |                  |
| 福岡県道90号穂波嘉穂線 重複区間起点 | 上臼井       | 碓井郵便局交差点 |
| 福岡県道90号穂波嘉穂線 重複区間終点 | 飯田         | 飯田交差点       |
| 国道211号                           | 岩崎         | 終点             |

### 沿線
- 嘉麻警察署 碓井交番